# Rosendale Trestle

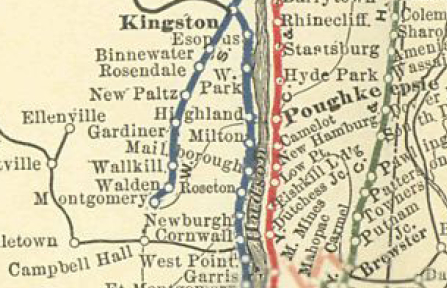
Die ursprüngliche Wallkill Valley-Eisenbahnlinie, die von Montgomery nach Kingston führte.

Die Rosendale Trestle ist eine 290 Meter lange durchgehende Fachwerkbrücke und eine ehemalige Trestle-Brücke im Ort Rosendale, einem Weiler in der Stadt Rosendale im Ulster County, im US-Bundesstaat New York. Die Brücke wurde ursprünglich von der 1866 gegründeten „Wallkill Valley Railroad“ gebaut, um ihre Bahnlinie von New Paltz nach Kingston fortzusetzen. Sie erhebt sich 46 m über den Rondout Creek und überspannt sowohl die New York State Route 213 als auch den ehemaligen Delaware and Hudson Canal.
Die Brücke wurde 1895 von der „King Bridge & Manufacturing Company“ umgebaut, um den Bedenken der Öffentlichkeit hinsichtlich ihrer Stabilität Rechnung zu tragen und sie wurde im Laufe ihres Bestehens wiederholt verstärkt. Die Besorgnis über die Stabilität der Brücke hielt seit ihrer Eröffnung an und war einer der Hauptgründe für die Schließung der Wallkill Valley-Bahnlinie durch Conrail im Jahr 1977. Nach der Stilllegung der Bahnstrecke verkaufte Conrail die Brücke 1986 für einen Dollar an John E. Rahl, einen Geschäftsmann aus der Region, der in den 1990er Jahren erfolglos versuchte, die Brücke als Bungee-Sprungplattform zu nutzen.
Ein ähnlicher Versuch wurde im folgenden Jahrzehnt unternommen. Im Jahr 2009 wurde die Brücke vom County beschlagnahmt, weil die Steuern nicht bezahlt wurden und als Fußgängerbrücke für den „Wallkill Valley Rail Trail“ renoviert. Das Deck und die Geländer reichen nun über die gesamte Länge der Brücke und der Zugang erfolgt über einen Parkplatz etwa 400 Meter nördlich der Binnewater Road. Sie wurde am 29. Juni 2013 mit einer Feier für die Öffentlichkeit eröffnet.

## Geschichte

### Konstruktion

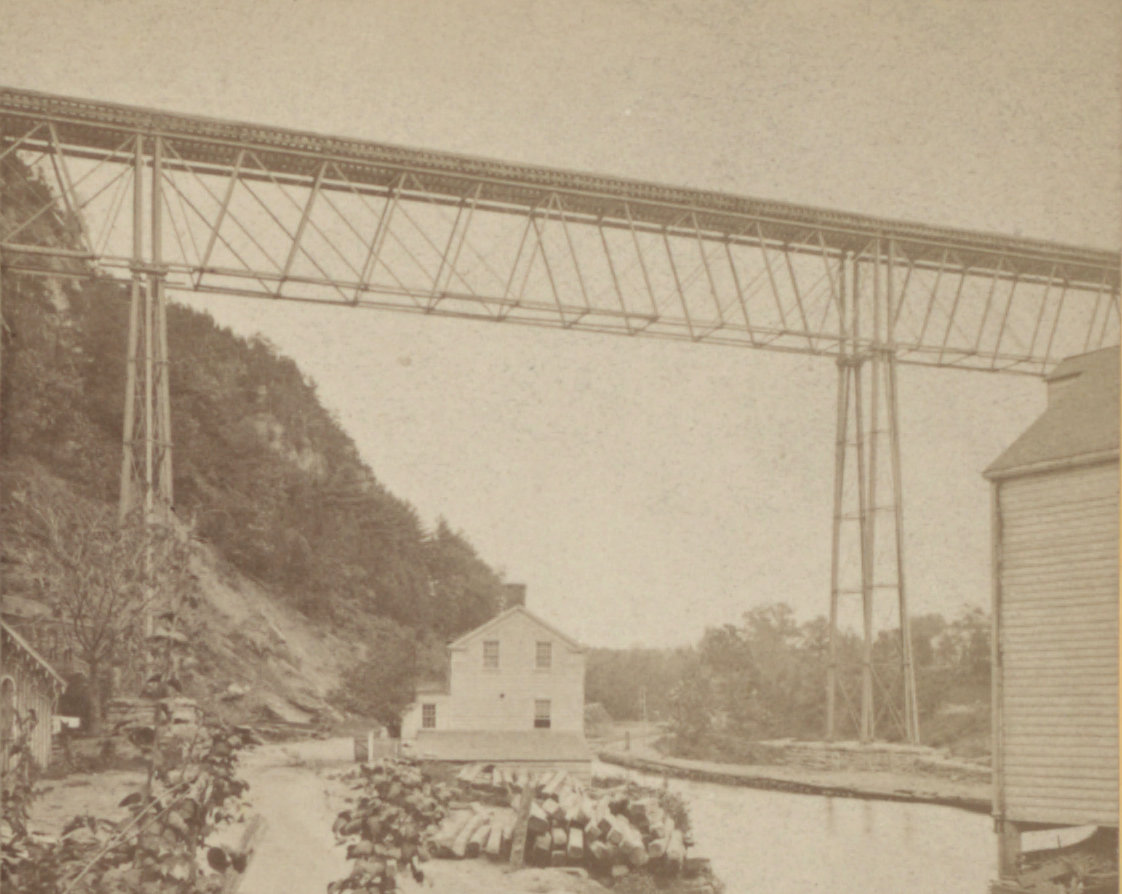
Die Eisenbahnbrücke, wie sie ursprünglich gebaut wurde, bevor sie 1895 umgebaut wurde.

1870 betrieb die „Wallkill Valley Railroad“ Züge zwischen Montgomery und New Paltz (New York), und begann mit dem Bau einer 126 m langen Brücke südlich von Rosendale an der Springtown Road, um den Wallkill River zu überqueren. Die Springtown-Brücke wurde 1871 fertiggestellt und die Bahnlinie wurde nördlich bis zur Stadt Rosendale (New York) eröffnet. Rosendale gab am 13. Mai 1869 Anleihen im Wert von 92.800 Dollar aus, um ihren Anteil an der Bahnlinie zu finanzieren.
Obwohl die Brücke schwierig zu bauen war und nach modernen Maßstäben als zu schwach angesehen wurde, war sie für ihre Zeit bemerkenswert und kann als der „beeindruckendste Teil“ der Wallkill Valley-Eisenbahnlinie angesehen werden. Die Bauarbeiten an den Widerlagern der Brücke begannen im August 1870 durch die Firma „A. L. Dolby & Company“, die Arbeiten am Überbau durch die „Waston Manufacturing Company“ begannen jedoch erst im folgenden Jahr, da es bei den Aushubarbeiten Probleme mit Treibsand gab.
Teile des Aufbaus wurden in Paterson (New Jersey) gebaut. Die Brücke bestand ursprünglich aus sieben Abschnitten aus Schmiedeeisen und zwei kürzeren Abschnitten aus Holz; die längeren Spannweiten wiesen jeweils eine Länge von 32 m auf. Der Bau der Brücke kostete 250.000 Dollar und war (nach Simeon S. Post benannt) als Post-Fachwerkbrücke konzipiert.
Für den Bau der Brücke wurden rund 910 Tonnen Eisen und 990 m³ Holz verwendet. Zum Zeitpunkt ihrer Fertigstellung im Januar 1872 hatte sie die größte Spannweite aller Brücken in den Vereinigten Staaten. Aufgrund ihrer Höhe konnte sie „kaum zum ersten Mal ohne ein Gefühl des Schreckens überquert werden“. Die Brücke ermöglichte die Weiterführung der Eisenbahnlinie nach Norden bis Kingston.

### Aktiver Eisenbahnverkehr

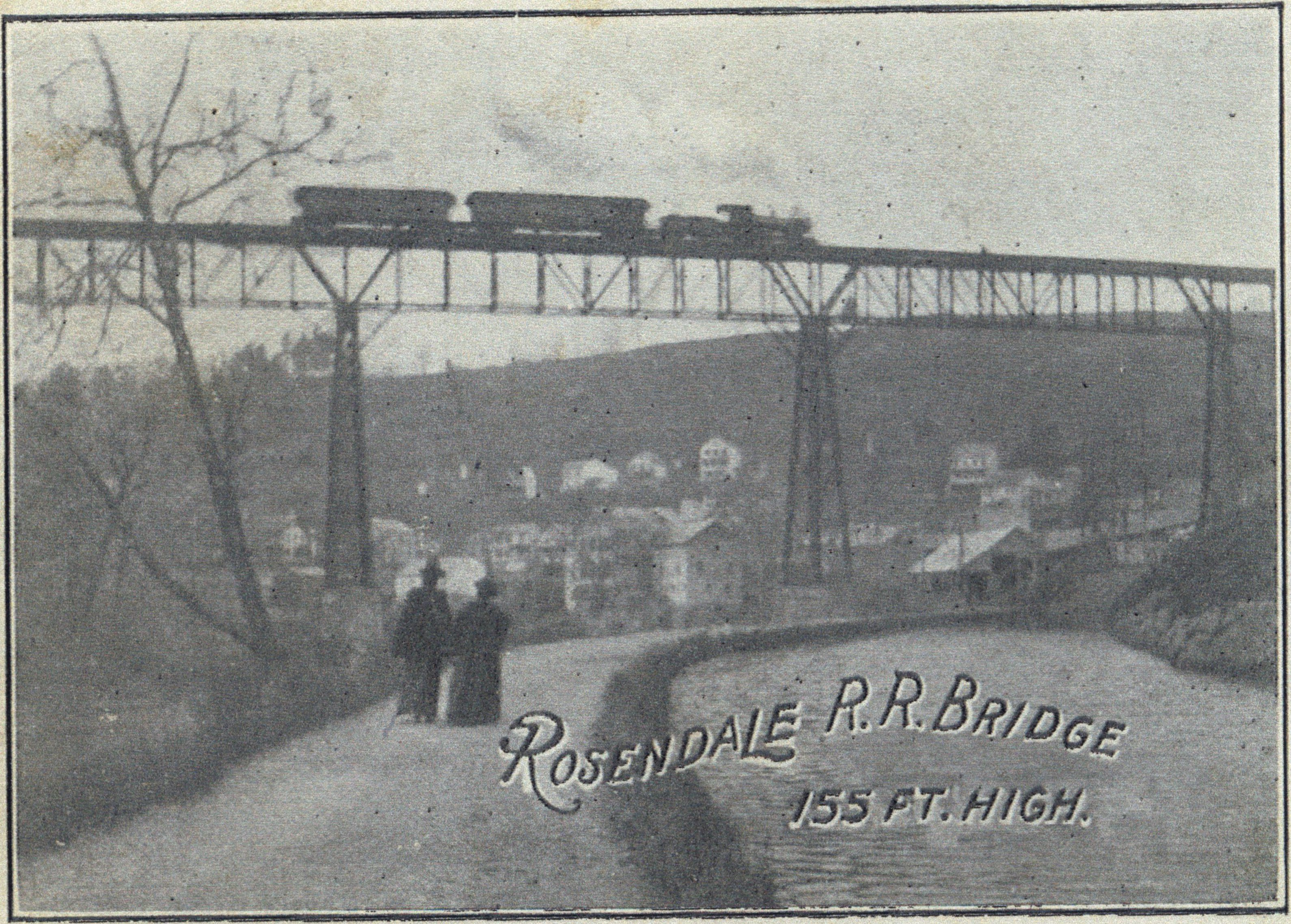
Darstellung von zwei Frauen, die unter der Brücke in dem als „Dead Man's Stretch“ bekannten Bereich spazieren gehen.

Die Brücke wurde am 6. April 1872 in einer Zeremonie eingeweiht, an der 5.000 Menschen teilnahmen, darunter prominente Männer aus den Counties Ulster, Orange und Dutchess. Einer der Zuschauer war James S. McEntee, Esq., ein Ingenieur, der 1825 am Delaware and Hudson Canal gearbeitet hatte. Er war der einzige Mensch, der sowohl „die Durchfahrt des ersten beladenen Bootes durch den Kanal als auch den ersten Zug über die Brücke, die den Kanal überspannt, gesehen hat“. Eine 4-4-0-Lokomotive mit fünf Güterwagen und zwei Personenwagen machte die Eröffnungsfahrt. Viele Zuschauer zweifelten an der Festigkeit der Brücke und glaubten, dass sie unter dem Gewicht des Zuges zusammenbrechen würde. Die Brücke zeigte sich von der Belastung unbeeindruckt und bei der zweiten und dritten Fahrt fuhren immer mehr Menschen über die Brücke.
Die A. L. Dolby & Company wurde mit der Fertigstellung der Bahnstrecke zwischen der Brücke und Kingston beauftragt. Die Strecke erreichte den Bahnhof von Kingston im November 1872. Zu diesem Zeitpunkt verkehrten bereits regelmäßig Züge der Ulster and Delaware Railroad von und nach Kingston.
Bis 1885 wurden die Brückenpfeiler verstärkt und das Gleis von Breitspur auf Normalspur umgestellt. Im Jahr 1888 erhielt die Wallkill Valley Railroad von der Stadt Rosendale die Genehmigung zum „Bau und zur Instandhaltung von Widerlagern zur Stützung [der] Brücke“, solange diese Arbeiten den Verkehr auf dem darunter liegenden Highway (der heutigen New York State Route 213) nicht behinderten. Im selben Jahr gestattete der Delaware and Hudson Canal der Eisenbahn, einen Teil ihres Geländes am Rondout Creek vorübergehend zum Bau von Fachwerkgebäuden in Ständerbauweise für Brückenreparaturen zu nutzen. Die Wasserstraße unter der Brücke konnte ziemlich tückisch sein; es ertranken so viele Menschen, so dass die Gegend als „Dead Man's Stretch“ bekannt wurde. Es existieren auch Berichte über geisterhafte „Erscheinungen“ in der Gegend, insbesondere über einen weißen Hund.

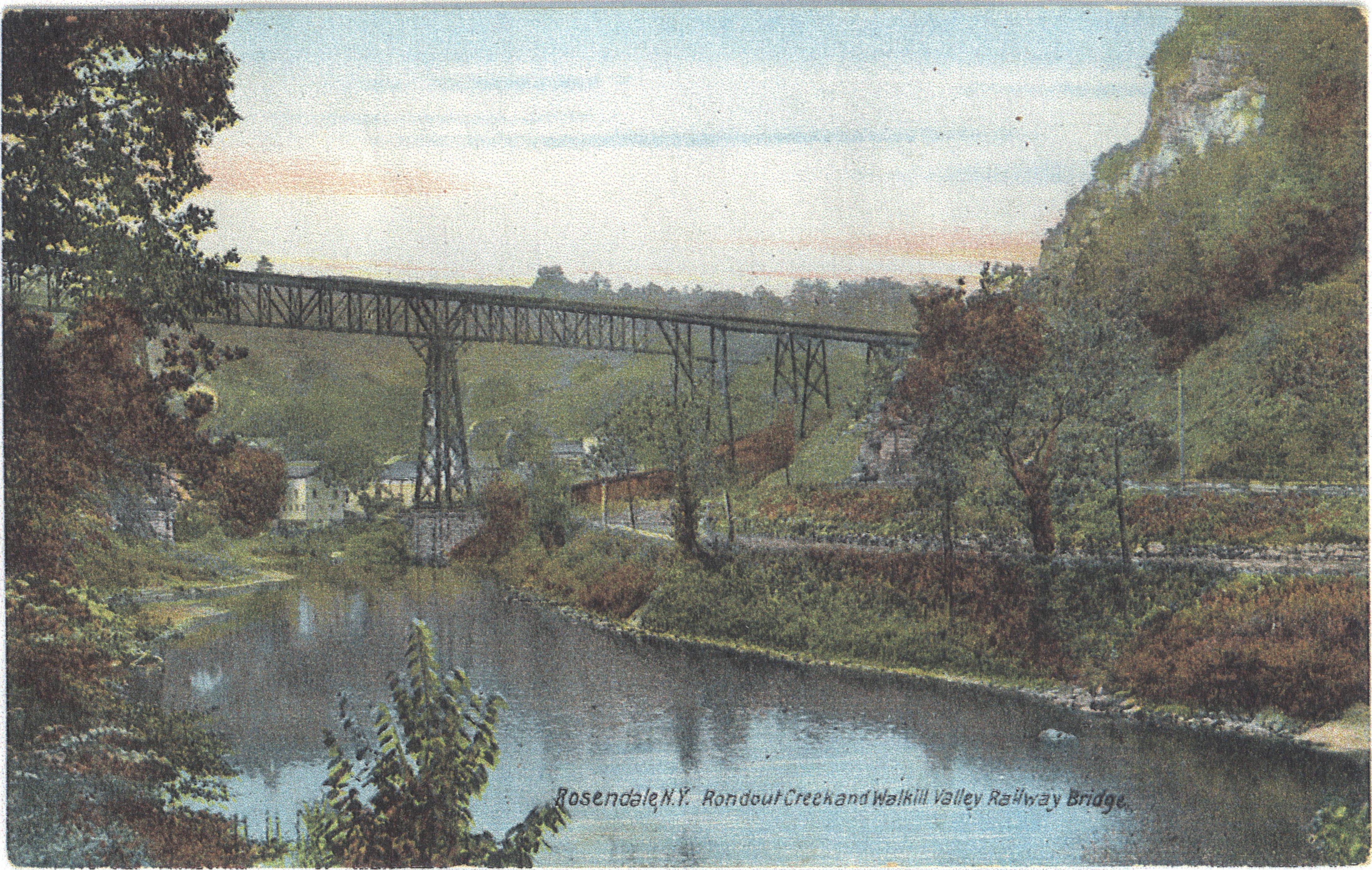
Die Brücke, die den ehemaligen Delaware and Hudson Canal sowie den Rondout Creek überspannt.

Die Brücke wurde zwischen 1895 und 1896 von der King Bridge Company umgebaut und blieb die meiste Zeit in Betrieb; die Brücke ist die einzige Eisenbahnbrücke, die in den Katalogen der King Bridge Company aus den 1880er und 1890er Jahren abgebildet ist und noch steht. Bei der Renovierung wurde die Brückenkonstruktion von Eisen und Holz auf Stahl umgestellt, um die Bedenken der Öffentlichkeit hinsichtlich der Festigkeit der Brücke zu zerstreuen; die Höhe der Brücke erinnerte an Einstürze wie die Tay-Bridge-Katastrophe; der Stahl wurde von der Carnegie Steel Company geliefert. Bei der Renovierung wurden die Pfeiler der Brücke um 2,4 m erhöht und die Brücke wurde etwas begradigt; der ursprüngliche Entwurf hatte am südlichen Ende eine Kurve. Eine der nördlichen Spannweiten wurde im Februar 1896 fertiggestellt, und der gesamte Wiederaufbau war im Juni abgeschlossen. Die Anordnung der Brückenfelder blieb gegenüber dem ursprünglichen Entwurf von 1872 unverändert. Nach dem Umbau blieb die Brücke von der Erschütterung eines großen Einsturzes in einem nahe gelegenen Zementsteinbruch in Rosendale am 26. Dezember 1899 verschont, obwohl sie durch eine nahe gelegene Kesselexplosion erschüttert wurde, die sich Tage vor dem Einsturz ereignete.
Von der Zeit des Wiederaufbaus bis zu ihrer endgültigen Schließung hatten die Fahrgäste immer wieder Bedenken wegen der Brücke. Sowohl die „Geschwindigkeit, als auch das Gewicht und die Positionierung des Schienenfahrzeugs auf der Brücke“ wurden überwacht, und die Brücke wurde wiederholt verstärkt, um den immer schwerer werdenden Lasten des modernen Eisenbahnverkehrs gerecht zu werden. In den 1940er Jahren brachten Dampflokomotiven, die schwere Lasten über die Brücke beförderten, den Fußweg auf der Westseite der Brücke ins Wanken. Bis 1975 war die Bahnstrecke so weit verfallen, dass die Bundesvorschriften (englisch Federal Regulations) nur noch einen Verkehr von 13 km/h über die Brücke zuließen, obwohl die Lockführer angewiesen wurden, nicht schneller als 8 km/h zu fahren. Die Robustheit der Brücke, insbesondere die Stabilität ihrer Pfeiler, war ein entscheidender Faktor, als Conrail (der damalige Eigentümer der Wallkill Valley-Eisenbahnlinie) die Wallkill Valley Linie am 31. Dezember 1977 schloss.

### Heutige Nutzung

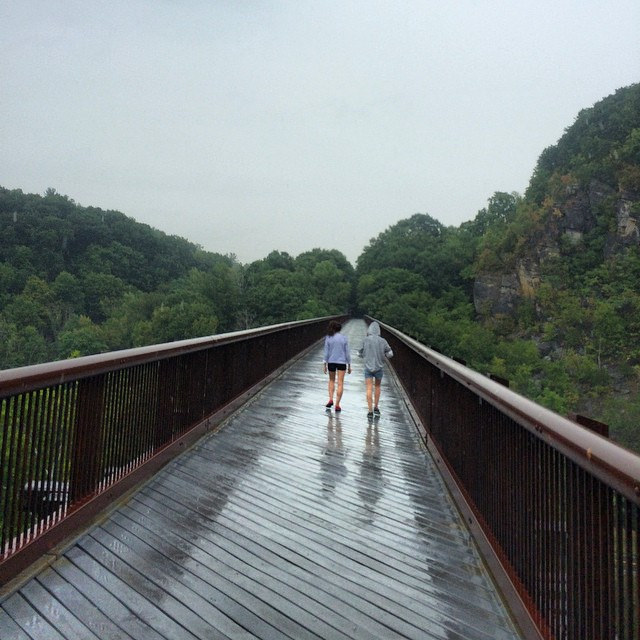
Wanderer auf der wiedereröffneten Trestle

Die Eisenbahngesellschaft Conrail hatte bereits 1983 damit begonnen, Angebote für die Rosendale Trestle einzuholen. Ein erstes Angebot wurde der Stadt Rosendale unterbreitet, die es jedoch ablehnte, da sie die Haftung nicht übernehmen wollte. Conrail verkaufte die Brücke zusammen mit 18,5 km des Wallkill Valley-Eisenbahnkorridors 1986 für einen Dollar an den privaten Geschäftsmann John E. Rahl. Am 11. Juli 1986 erwarb Rahl das Eigentum an der Brücke und dem Korridor. Zu Rahls Kauf gehörte auch ein Bahnhof in Rosendales Ortsteil Binnewater; der Bahnhof war Teil des Binnewater Historic District. Eine Hausbesitzervereinigung aus Rosendale hatte vor Rahl versucht, die Grundstücke zu kaufen, ebenfalls für einen Dollar, was Conrail jedoch ablehnte.
Der um 1948 in Washingtonville im Orange County (New York) geborene Rahl war Bauarbeiter und Automechaniker, er wohnte in der Nähe der Brücke, in einem „umgebauten Lagerhaus, dessen Stützbalken einst das Gerüst für die Gerüstbauer gebildet hatten“. Rahls Grund für den Kauf der Bahnlinie war ursprünglich die Eröffnung eines „Speisewagen-Restaurants“ entlang des Korridors und die Einrichtung einer Touristeneisenbahn von Kingston zum Bahndamm. Er behauptete, der Kauf gewähre ihm das Recht, „den Bahnbetrieb auf der gesamten Wallkill-Linie wiederherzustellen“ und auch Miteigentümer von Conrail zu werden: eine unglaubliche Behauptung, die sich nicht durchsetzte. Aus den Plänen zur Wiederherstellung des Dienstes wurde nichts. Innerhalb eines Jahres nach dem Kauf verkaufte Rahl 4,5 Hektar des Grundstücks an ein Wohnungsbauunternehmen. Am 16. Mai 1989 wurde die Binnewater-Station durch einen Sturm so stark beschädigt, dass ein Teil davon abbrach und auf die Straße stürzte; das Gebäude wurde anschließend vom Straßenbauamt der Stadt Rosendale abgerissen.

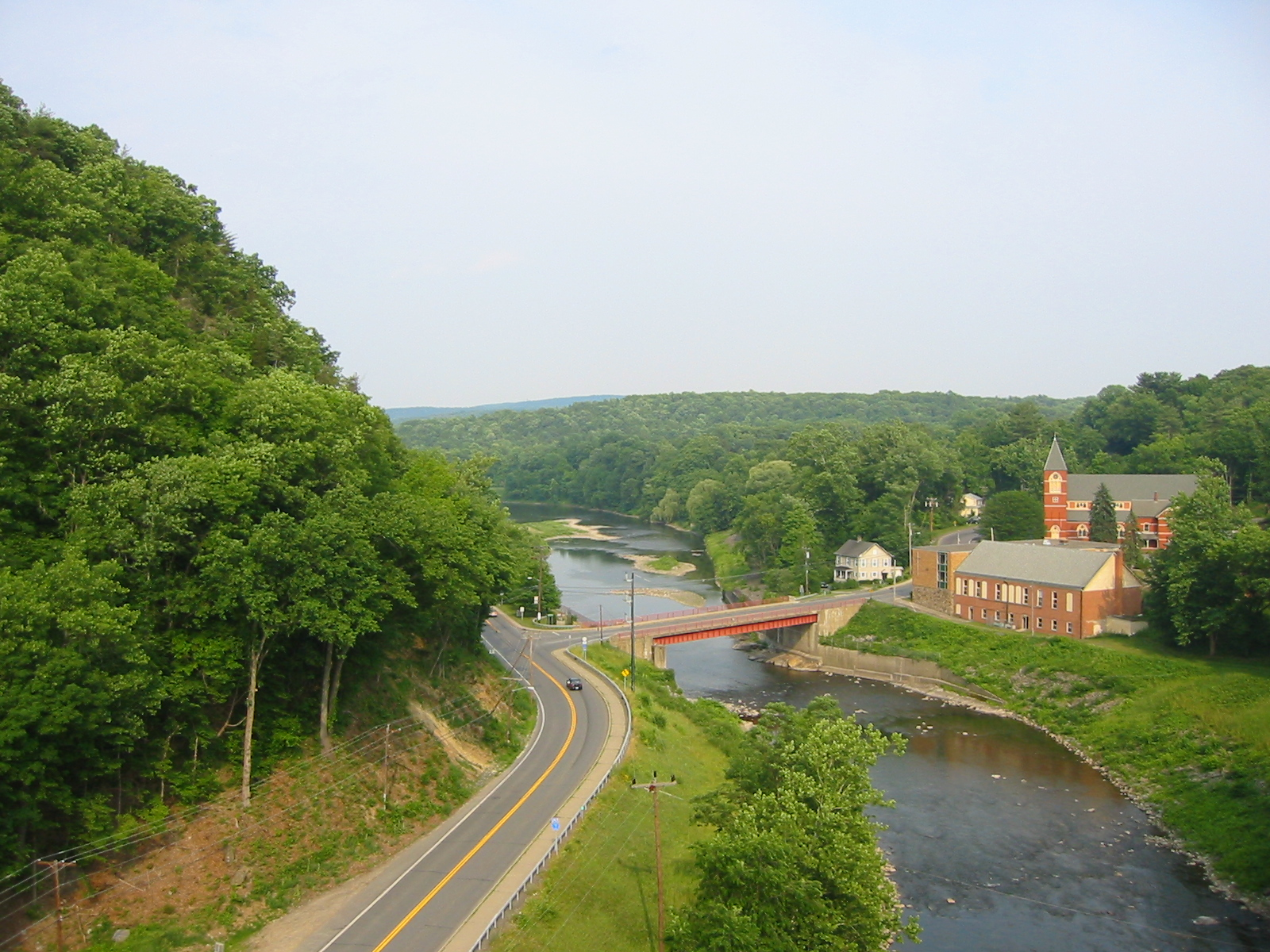
Blick von der Brücke, links der Joppenbergh Mountain, mittig die New York State Route 213 und rechts der Rondout Creek

Zwischen 1989 und 1991 ließ Rahl die südliche Hälfte der Brücke mit Planken und Geländern versehen, die dann für die Öffentlichkeit zugänglich gemacht wurde. Er erlaubte Bungeespringen von der Brücke, bis ein Gericht im Januar 1992 entschied, dass dies gegen die Vorschriften der örtlichen Raumnutzung verstoße. Eine Person versuchte, einen Bungee-Sprung von der Brücke ohne Halteseil auszuführen. Die Brücke wurde Mitte 1999 durch einen Brand leicht beschädigt, aber im September desselben Jahres wieder repariert.
Douglas Hase, ein Unternehmer, der bereits Bungee-Jumping- und Heißluftballonunternehmen betrieben hatte, versuchte 2003 und 2004 erfolglos, eine Genehmigung für ein weiteres Bungee-Jumping-Projekt zu erhalten. Während einer öffentlichen Anhörung zu Hases Vorschlag begann ein Abgeordneter des Bezirks zu schreien, um das Geräusch zu simulieren, das die Nachbarn immer wieder hören würden, wenn Menschen von der Brücke springen würden.
Nachdem Rahl es versäumt hatte, über einen Zeitraum von drei Jahren 13.716 Dollar an Grundsteuern zu zahlen, betrieb das Ulster County am 15. April 2009 die Zwangsvollstreckung für das gesamte 25,63 Hektar große Grundstück. Der Wallkill Valley Land Trust und die Open Space Conservancy (OSI) boten an, das Grundstück zu kaufen und der Bezirk genehmigte den Verkauf im Juli 2009. Der Verkauf wurde Ende August 2009 abgeschlossen. Der Land Trust erklärte sich bereit, alle ausstehenden Steuern zu zahlen, bevor er das vollständige Eigentum erhält und es dem Wallkill Valley Rail Trail hinzufügt. Das Eigentum an der Brücke wurde dann auf die Wallkill Valley Rail Trail Association übertragen.

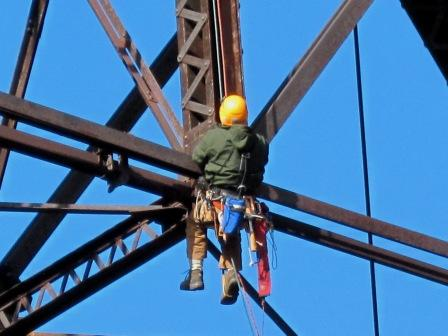
Ein Techniker von Bergmann Associates bei der Vermessung des Gerüsts Ende 2010

Nach einer technischen Untersuchung durch Bergmann Associates aus Albany (New York) – dieselbe Firma, die auch die Poughkeepsie Bridge vor ihrer Umwandlung in einen Fußweg inspiziert hatte – wurde die Brücke im Juni 2010 wegen Reparaturarbeiten für die Öffentlichkeit gesperrt. Ursprünglich sollten die Renovierungsarbeiten 750.000 Dollar kosten und Anfang 2011 beginnen, wobei für die Fertigstellung 12 Monate veranschlagt waren. Das New York State Office of Parks, Recreation and Historic Preservation bewilligte 150.000 Dollar für die Renovierung. Bis November 2010 wurden weitere 300.000 Dollar von privaten Spendern und anderen Quellen aufgebracht. Bis Ende 2010 wurden über 9,5 t Schwellen aus dem Rosendale-Abschnitt der Bahnstrecke entfernt.
Die Oberfläche des Gehweges wurde von freiwilligen Helfern mit einem Holz-Kunststoff-Verbundstoff wiederhergestellt. Am 17. Februar 2011 verwendete ein Mitarbeiter von Bergmann Associates die Brücke als Fallstudie in einem Seminar über die adaptive Wiederverwendung stillgelegter Eisenbahnbrücken. Ende März 2011 waren die geschätzten Kosten für die Renovierung der Brücke auf 1,1 Millionen Dollar gestiegen, und die erwartete Zeit bis zur Fertigstellung hatte sich auf zwei Jahre verlängert.

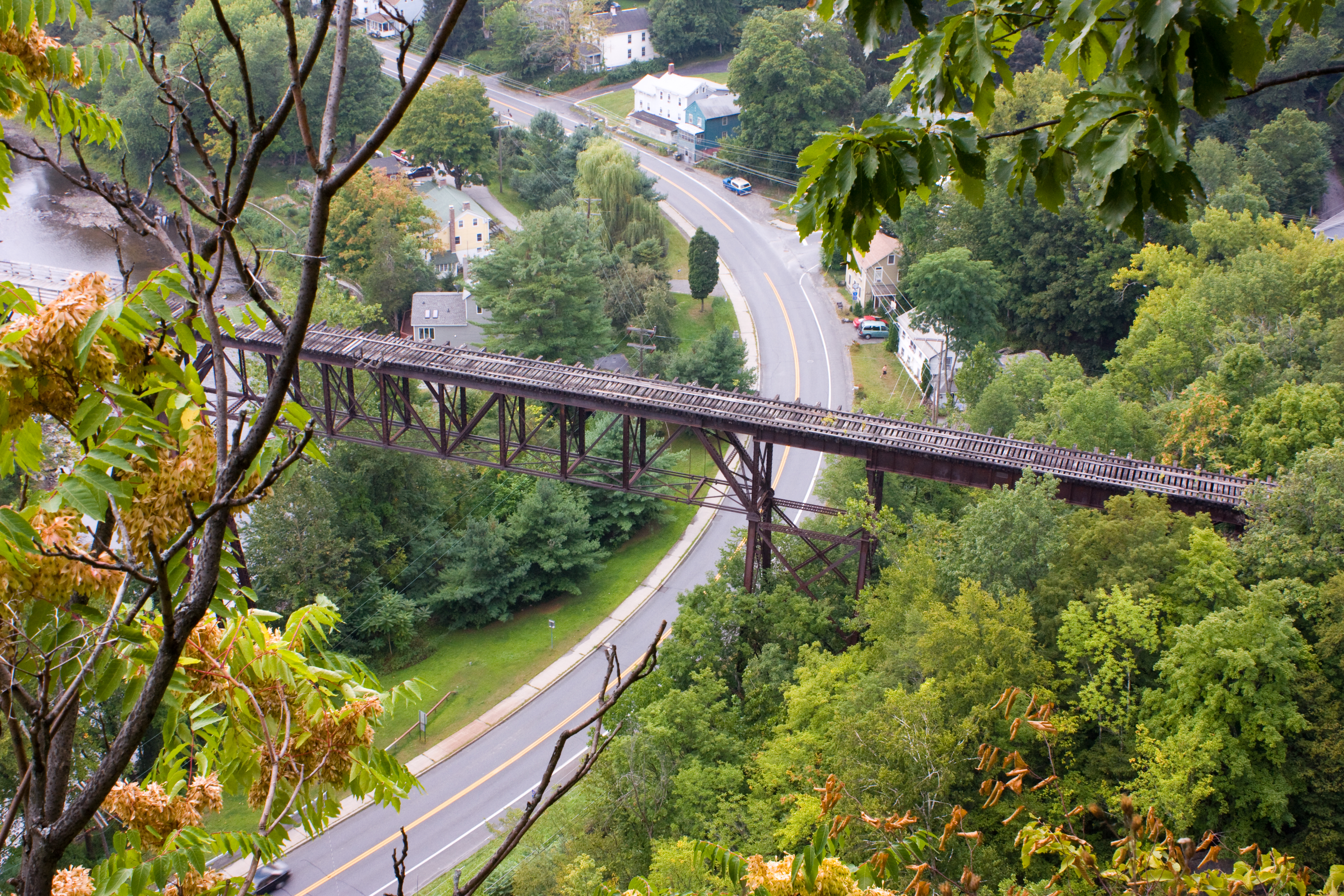
Die nördliche Hälfte der Brücke im Jahr 2008, ohne Belag und Geländer.

Am 27. März 2011 begann eine Kampagne zur Beschaffung von 500.000 Dollar für die Renovierung; bis zum 30. Juni waren etwa 50.000 Dollar zusammengekommen.
Zwei Klagen von John E. Rahl gegen die New Yorker Telefongesellschaft aus dem Jahr 2009 wegen angeblicher Gebühren, die ihm für eine über die Brücke führende Glasfaserleitung zustanden, wurden von zwei unteren Gerichten (in Vermont und New York) abgewiesen. Am 18. November 2011 wies der United States Court of Appeals for the Second Circuit die Berufung von Rahl ab. Im Juli 2011 wurde eine von John E. Rahl angestrengte Klage über das Eigentum an der Brücke ebenfalls vom zweiten US-Berufungsgericht abgewiesen. Rahl hatte behauptet, er sei weiterhin Eigentümer des Grundstücks, da nur der Staat und nicht der Bezirk das Recht habe, die Brücke zu beschlagnahmen, der „nach den Rechtsgrundsätzen des 19. Jahrhunderts zur Enteignung für immer der Eisenbahn gehörte, die von der modernen Rechtsprechung längst vergessen wurde“. Die Brücke war Schauplatz zahlreicher Picknicks, Grillabende und mindestens einer Hochzeit.
Ende Juni 2012 begannen Arbeiter mit dem Anschweißen neuer Geländer und anderen vorbereitenden Arbeiten für die Eröffnung des Weges. Am 29. Juni 2013 fand im nahe gelegenen Willow Kiln Park eine Veranstaltung statt, um die Wiedereröffnung des Bahndamms für die Öffentlichkeit zu feiern.
Der Bahndamm wurde zum ersten Mal seit der Schließung der Bahnlinie wieder vollständig für die Öffentlichkeit zugänglich gemacht und ein 39 km langer Abschnitt des Wallkill Valley Rail Trail von Gardiner nach Kingston wurde eröffnet.